# The Little Minister
The Little Minister és una pel·lícula estatunidenca dirigida per Richard Wallace estrenada el 1934.

## Argument
Els feligresos d'una petita parròquia escocesa tractaran d'impedir per tots els mitjans, les relacions entre el seu clergue i una bonica jove de raça gitana.

## Repartiment
- Katharine Hepburn: Barbara 'Babbie'
- John Beal: Reverend Gavin Dishart
- Alan Hale: Rob Dow
- Donald Crisp: Doctor McQueen
- Lumsden Hare: Tammas Whammond
- Andy Clyde: Wearyworld, el policia
- Beryl Mercer: Sra. Margaret Dishart
- Billy Watson: Micah Dow
- Dorothy Stickney: Jean Proctor
- Mary Gordon: Nanny Webster
- Frank Conroy: Lord Milford Rintoul
- Eily Malyon: Lady Evalina Rintoul
- Reginald Denny: Capità Halliwell
- Leonard Carey: Hendry Munn
- Herbert Bunston: M. Carfrae
- Harry Beresford: John Spens